# Ahsen Eroğlu
Ahsen Eroğlu (Çorlu, Turquia, 27 de outubro de 1994) é uma atriz turca. Conhecida por interpretar Dicle Ertem na série Menajerimi Ara.

## Biografia
Eroğlu nasceu em 27 de outubro de 1994 em  Çorlu, cidade localizada no noroeste da Turquia e concluiu seus estudos na Escola de Educação Física da Universidade de Ege . Mais tarde, e fez aulas de atuação na Sahne 3MOTA (Oficina de Técnicas de atuação modernas de Ümit Çırak), participou de um programa de pós-graduação em atuação ao lado do ator Çetin Sarıkartal. Ahsen também estuda pra aprimorar seus desenhos digitais.

## Carreira
Ahsen começou sua carreira de atriz em 2015, interpretando Zehra na série Modern Habil Kabil. Em 2016 interpretou Meleki Hatun no drama histórico Muhteşem Yüzyıl: Kösem, no mesmo ano interpretou Duru Güneş no drama Anne, que é baseado na série de televisão sul-coreana Madeo.  Em 2017 foi escalada para interpretar Suna na série Kızlarım İçin e em 2018 deu vida a personagem Yaz em İstanbullu Gelin.
Seu primeiro papel principal foi em 2019 no seriado Kuzgun, onde interpretou, Kumru Cebeci.  Em 2020, Eroğlu conseguiu o papel de Dicle Ertem, uma das protagonistas da série Menajerimi Ara, uma adaptação da série de TV francesa Dix pour cent .

## Filmografia

### Televisão
| Ano       | Titulo                 | Personagem   |
| --------- | ---------------------- | ------------ |
| 2015      | Habil Kabil moderno    | Zehra        |
| 2016      | Muhteşem Yüzyıl: Kösem | Melek Hatun  |
| 2016-2017 | Anne                   | Duru Güneş   |
| 2017      | Kızlarım İçin          | Suna         |
| 2018      | İstanbullu Gelin       | Yaz          |
| 2019      | Kuzgun                 | Kumru Cebeci |
| 2020 -    | Menajerimi Ara         | Dicle Ertem  |

### Cinema
| Ano  | Título            | Personagem | Notas                      |
| ---- | ----------------- | ---------- | -------------------------- |
| 2018 | Titanyum          | Friend     | Coadjuvante/Curta-Metragem |
| 2018 | Zomerbroeders     | Burcu      | Telefilme                  |
| 2019 | Aylin             | Aylin      | Curta-Metragem             |
| 2020 | Last Hours of Eve | 27         | Curta-Metragem             |
| 2021 | Sardunya          | Gizem      |                            |